# Iván Fandiño
Iván Fandiño Barros (Orduña, Vizcaya, España, 29 de septiembre de 1980-Aire-sur-l'Adour, Landas, Francia, 17 de junio de 2017) fue un torero español. Falleció a los 36 años por una cornada recibida del toro Provechito en la plaza de toros de Aire-sur-l'Adour. 

## Biografía y trayectoria

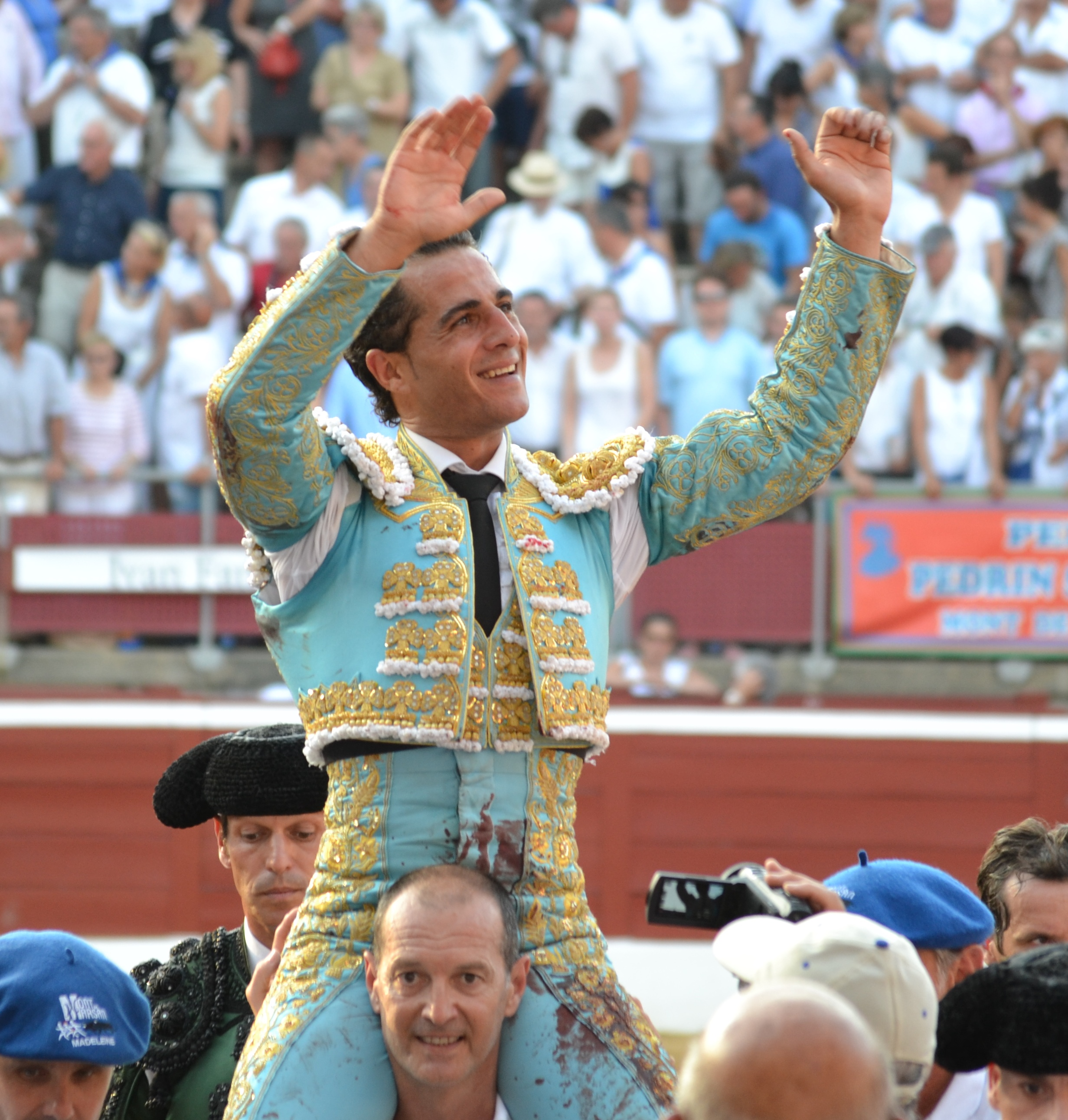
Salida a hombros en Bayona tras estoquear 6 toros.

Nació en Orduña, Vizcaya, el 29 de septiembre de 1980. Sin tradición taurina en su familia, se aficionó a los toros a los 14 años tras despuntar como pelotari en su juventud.
Se vistió de luces por primera vez en Llodio (Álava) el 16 de agosto de 1999. Debutó con picadores el 2 de junio de 2002 en Orduña, con novillos de Javier Pérez Tabernero y compartiendo cartel con Julien Lescarret y Javier Lara, cortando tres orejas. El 12 de septiembre de 2004 se presentó en Madrid con un novillo de Navalrosal. Alternó con El Arqueño y Héctor José. A raíz de este triunfo hizo su debut en plazas de la categoría de Bilbao, Barcelona, San Sebastián, Guadalajara y Ávila toreando 37 novilladas. 
Tomó la alternativa el 25 de agosto de 2005 se doctoró en Vista Alegre, Bilbao, con El Juli de padrino y Salvador Vega de testigo. Tras un intenso periplo por plazas menores, el 12 de mayo de 2009 confirmó la alternativa en Las Ventas con Antonio Ferrera, y Morenito de Aranda como padrino y testigo .
El 13 de abril de 2010 hace su presentación en La Maestraza de Sevilla, para lidiar durante su Feria de Abril, una corrida de Palha. Termina la temporada con 32 corridas de toros.
En 2011 fue el año de su lanzamiento al estrellato taurino tras cuatro grandes actuaciones en la Las Ventas siendo el triunfador de San Isidro y de la temporada. A pesar de recibir una grave cornada en Málaga el 20 de agosto, terminó la temporada a la cabeza del escalafón.  
Su ascensión continúa en 2012, donde tras un periplo americano con triunfos diarios, arranca la campaña española abriendo la puerta grande en la Feria de Fallas de Valencia; continúa de modo triunfal en Sevilla y Madrid, donde obtiene sendas orejas. Lidia dos corridas en solitario en Bilbao y Valencia en apenas un mes, corta dos orejas en las Corridas Generales de Bilbao y repite éxito en Madrid con una gran actuación en la Feria de otoño, triunfos a los que une los del suroeste francés, que le distingue como el torero del año después de verle salir en hombros en Dax, Bayona y Mont-de-Marsan. Las Puertas Grandes de Arlés, Salamanca, Guadalajara, Pontevedra o Toledo, junto a las americanas de Medellín, Lima y  Cali, redondean un año dorado, que culmina con la Oreja de Oro al triunfador de la temporada, que concede Radio Nacional de España.
Instalado en la élite, abre el 2013 con éxitos americanos en Lima, Cali, Medellín, Duitama, Mérida y San Cristóbal, y en España cortando una oreja en Castellón y Valencia, se erige como triunfador de la Feria de Pascua en Arlés y resulta herido en Madrid en la primera de las tres comparecencias que tenía, al entrar a matar a un toro de Parladé al que realiza la mejor faena de la Feria de San Isidro. Retorna a los ruedos tras un mes de convalecencia, para seguidamente erigirse en triunfador de la Feria de San Fermín, y cortar cinco orejas en dos apoteósicas actuaciones en Mont-de-Marsan. Se alza con el premio al triunfador de la temporada en Francia, destacando su encerrona en Bayona antes seis toros de Fuente Ymbro, al que suma una épica faena en Bilbao a un fiero toro de Jandilla, una de las cumbres de una temporada que también cuenta con éxitos destacados en Arlés, Santander, Cáceres, Salamanca, Burgos, Palencia, Pontevedra, Cuenca, Almería, Ciudad Real y Zaragoza. Formó parte también de la terna de la Corrida de la Prensa de la Feria de Septiembre de Murcia, en la que cortó una oreja. Por segundo año consecutivo Radio Nacional de España le premia con la Oreja de Oro al torero más destacado del año.

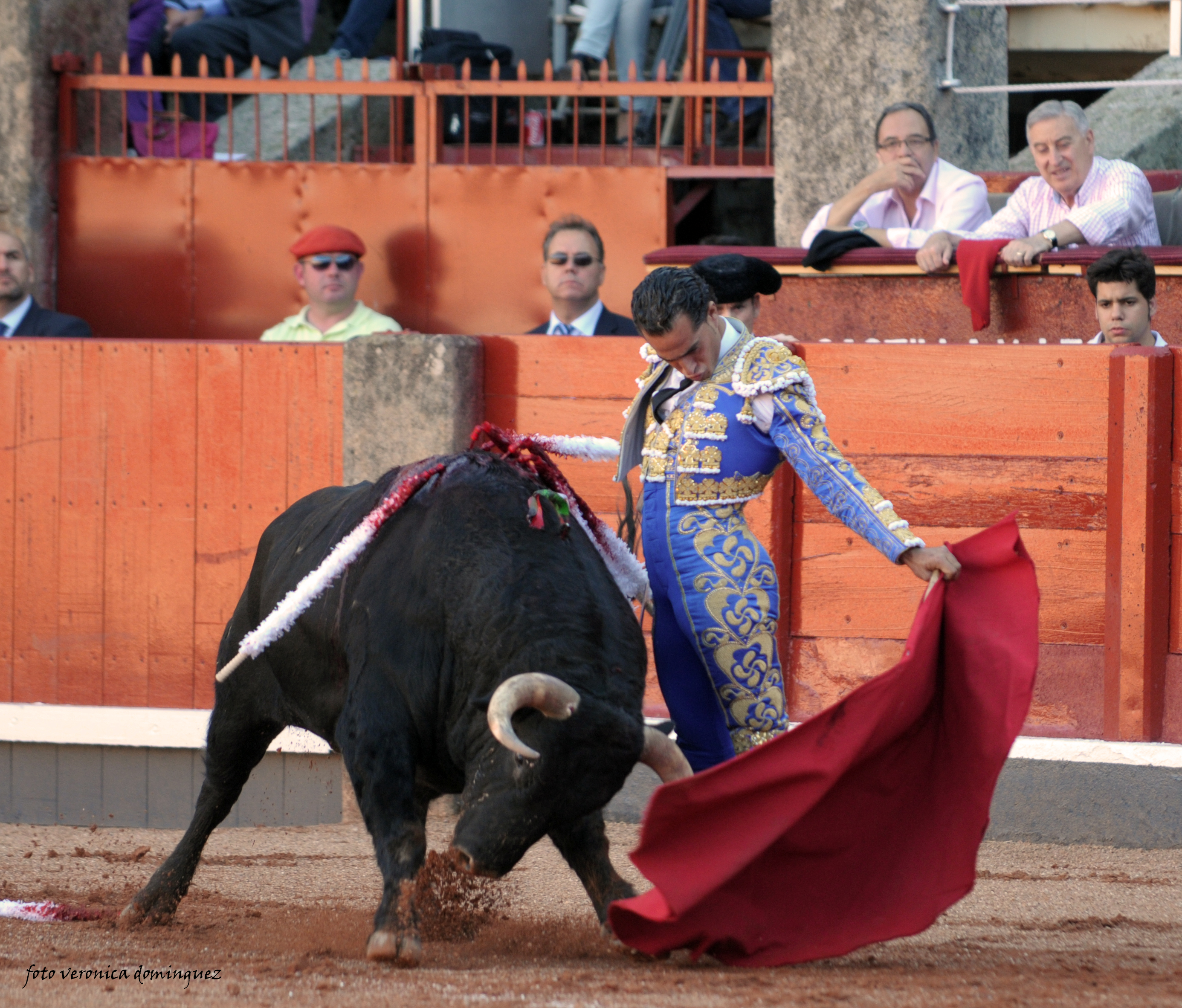

Tras una intensa campaña americana, comienza el 2014 en Valencia, durante Las Fallas con un gran triunfo y tras actuar dos tardes en la Feria de Abril de Sevilla, el 13 de mayo, abre la puerta grande de Las Ventas tras cortar dos orejas a una brava corrida de Parladé, durante la Feria de San Isidro. En esta actuación provocó un hito en la temporada, pues al quinto de la tarde, segundo de su lote, le entró a matar sin muleta, encunándose en los pitones. Volvió a Madrid en la tradicional Corrida de Beneficencia, donde volvió a sumar una nueva oreja. Fue este 2014 una campaña triunfal para la figura de Orduña, terminando la campaña con más de 60 festejos y grandes triunfos en Pamplona, donde cortó 4 orejas y fue designado triunfador por segundo año consecutivo, Soria, Mont de Marsan, Bayona, Palencia, Ciudad Real, Guadalajara, La Coruña, Talavera de la Reina, Valladolid, Linares o Alicante entre otras. Tras terminar la campaña española se casó el 18 de octubre con la ecuatoriana Cayetana García Barona, hija del ganadero Luis Fernando García, de la ganadería Campo Bravo, en Riobamba, Ecuador. Iván Fandiño y Cayetana tuvieron una hija de su matrimonio, Mara.
La campaña 2015 la comenzó con un órdago a la grande, encerrándose con 6 toros de ganaderías legendarias en la plaza de toros de Las Ventas de Madrid. La fecha elegida, el 29 de marzo, fuera de la feria y sin el respaldo del abono, no fue óbice para que se colgara el cartel de "NO HAY BILLETES" y generara una gran expectación. El no poder triunfar en aquella apuesta, le pasó factura y aunque triunfó en las plazas de Bayona, Pamplona, Guadalajara, Beziers o Palencia y, sobre todo en el apoteósico "mano a mano" con Enrique Ponce en Mont de Marsan, bajó el número de contratos pese a mantenerse en una situación destacada en el panorama taurino. La temporada 2016 iba por los mismos derroteros hasta que en Bilbao, durante su Aste Nagusia (traducc. en euskera de: Semana Grande) inmortalizó a Lagunero de Jandilla en una memorable faena. Siguió su racha de triunfos en Dax y Guadalajara hasta que cayó herido en Úbeda y al reaparecer en Zaragoza unos días después, de nuevo cayó herido, esta vez de gravedad.

En la temporada 2017, siguió ascendiendo posiciones y tras triunfar en Guadalajara, abrió la puerta grande de Arlés, donde terminaría siendo designado triunfador de la temporada. Tras un brillante paso por San Isidro y repetirlos en Ambato, Plasencia e Inca, todo indicaba que volvería a recuperar los puestos de privilegio. 

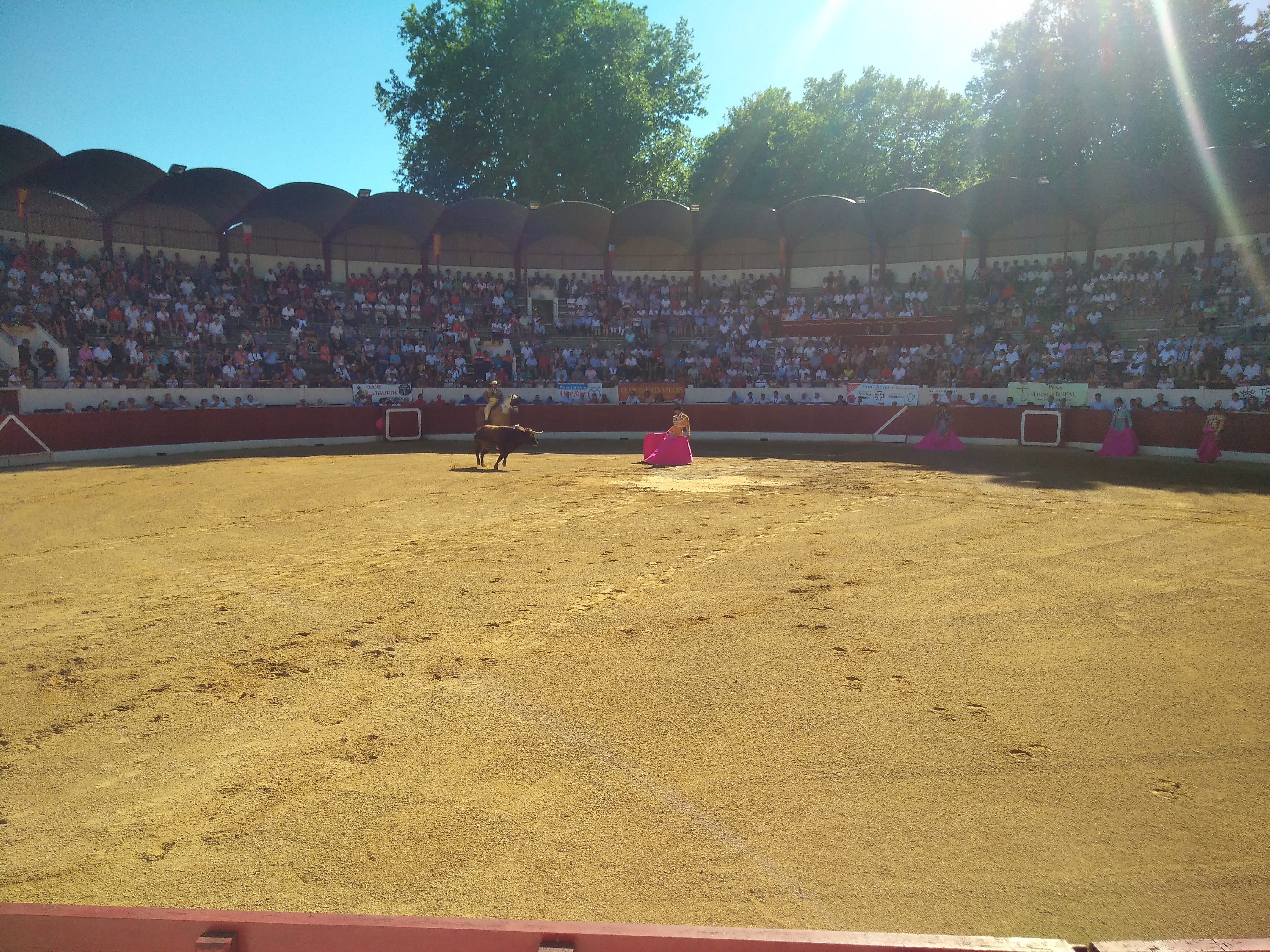
Iván Fandiño en Aire-sur-l'Adour el 17 de junio de 2017

### Cogida y muerte
El 17 de junio de 2017, Iván Fandiño, que entonces tenía 36 años, toreaba en la localidad francesa de Aire-sur-l'Adour (Landas) una corrida perteneciente en lidia a Juan del Álamo, de la ganadería española de Baltasar Ibán. 
Fue el toro Provechito, el que, al querer Fandiño ejecutar un quite por chicuelinas, lo cogió y arrojó al suelo, y allí le infirió una seria cornada que le afectó al hígado, pulmón y riñón, seccionando la vena cava inferior y provocando una grave hemorragia. Tras ser atendido en la enfermería de la plaza, y ante la gravedad del percance, Fandiño fue trasladado al Hospital de Mont-de-Marsan, falleciendo una vez llegó allí debido a un segundo paro cardíaco que no pudo superar. Los médicos que le atendieron solo pudieron certificar su muerte.
Fue la segunda muerte por asta de toro de un torero español en el siglo XXI, tras la cogida mortal de Víctor Barrio el 9 de julio de 2016 en Teruel. A raíz de su muerte, numerosos animalistas y antitaurinos reforzaron en redes sociales su rechazo a la tauromaquia como espectáculo que ponía en peligro la integridad física y la vida del toro y, en ocasiones, también la del torero.

## Monumentos

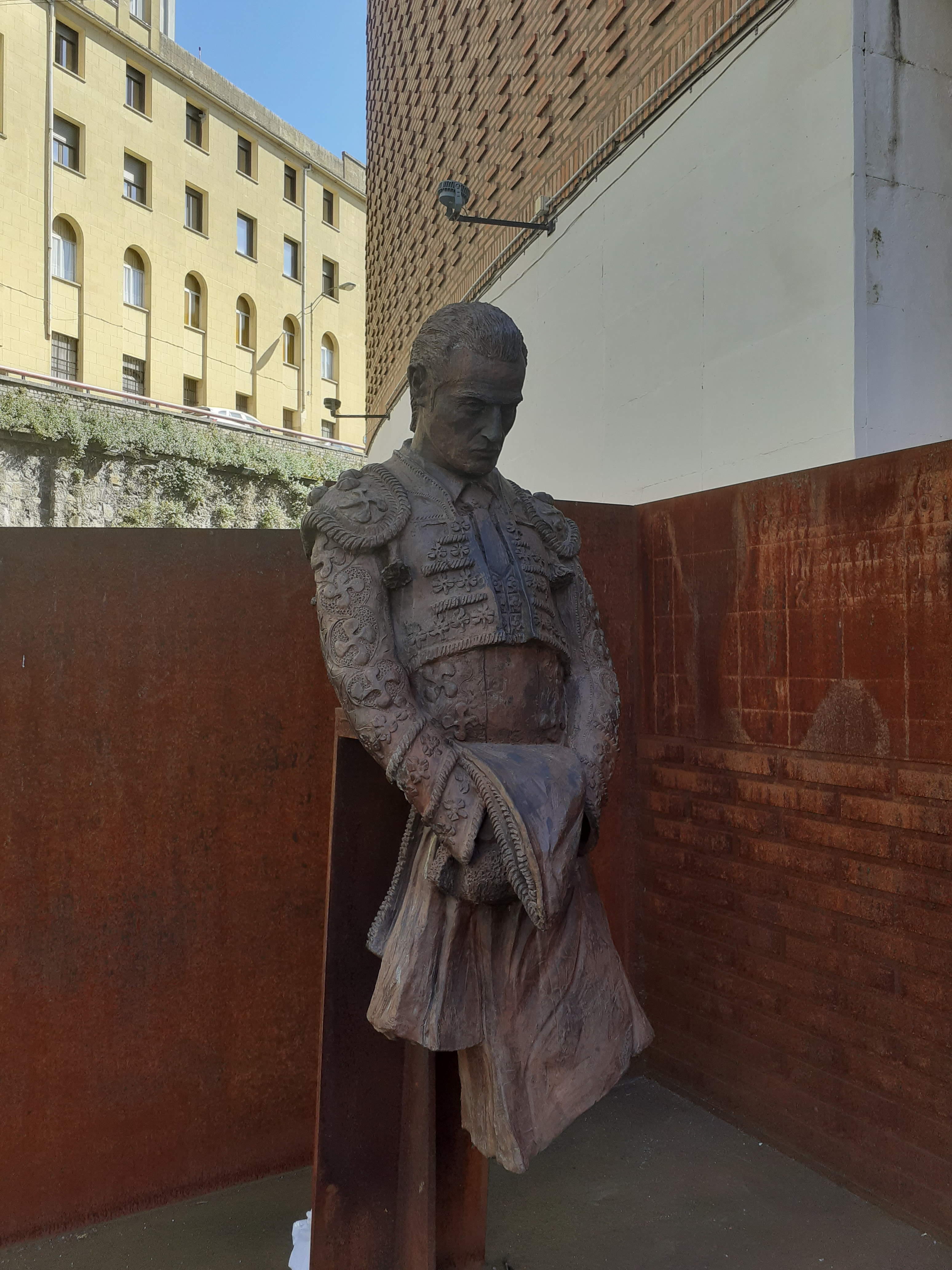
El monumento en Bilbao.

En mayo de 2018 dentro de la semana conmemorativa en memoria del torero, fue inaugurado un busto en reconocimiento a la trayectoria y vida del torero. El monumento está situado junto a la plaza de toros de Orduña, ciudad donde nació el espada. La obra fue encargada al escultor guadalajareño Sergio del Amo. Los homenajes en memoria del Fandiño se cerraron con un festival taurino en el que participaron Enrique Ponce, Curro Díaz, El Fandi, Iván Abásolo, el novillero José Rojo y el rejoneador Diego Ventura.
Poco después del homenaje en Orduña, Bilbao inauguró el 19 de agosto de 2018 otro monumento dedicado al torero. El conjunto escultórico es obra del escultor Jesús Lizaso, preside la entrada principal de la bilbaína plaza de Vista Alegre y fue realizada en acero;  en una de las paredes que representan una cancha de frontón puede leerse grabado el nombre del diestro. A la inauguración acudieron familiares, autoridades y personas del mundo del toro, además de dos representantes de la pelota vasca, deporte al que fue aficionado Iván Fandiño.
En 2019 se inauguró en Aire sur l'Adour, una escultura de Sergio del Amo un monumento en memoria del torero a iniciativa de la Junta de Peñas Taurinas francesa y por suscripción popular .

## Premios
- 2018
  - "Trofeo Manolete" a título póstumo.[9]
  - Guadalajara instaura el "Premio Iván Fandiño".[10]

- 2017
  - Trofeo al Triunfador de la temporada en Arlés 2017 que concede la Comisión Taurina.[11]
  - Popular Guadalajara. Nueva Alcarria 2017.[12]
  - Mejor faena de la Feria 2017 de Lenguazaque (Colombia).
  - Oreja de Oro 2017 de Radio Nacional de España a título póstumo.[13]

- 2016
  - Mejor faena de la Feria de Tafalla 2016. Club Taurino Tafallés.[14]
  - Mejor estocada de la Feria de Guadalajara 2016. Peña Taurina Alcarreña.
  - Mejor faena en la temporada 2016 en la Feria de Dax. Peña Taurina de Dax.

- 2015
  - XXIV Trofeo Virgen de la Macarena al Triunfador de la Feria de Medellín.[15]
  - Triunfador de la Feria de Parla 2015. Peña Taurina "Popeye".
  - Premio a la mejor faena en conjunto de la Peña Alcarreña.[16]

- 2014
  - Triunfador de la Feria de Estella 2014.[17]"
  - Muleta de plata Villacarrillo, otorgada por la Peña Taurina Sol y Sombra de Villacarrillo.[18]
  - Triunfador de la Feria en Palencia, por fallo del Jurado Feria San Antolín.[19]
  - Trofeo Manolete en Linares, otorgado por el Excmo. Ayuntamiento de Linares.
  - Mejor Faena en Conjunto en Guadalajara, otorgado por la "Peña Taurina Alcarreña" (patrocina Diputación de Guadalajara).
  - Triunfador de la Feria en Guadalajara, otorgado por Toro Mundial.
  - Triunfador de la Feria en Pamplona, otorgado por el Diario de Navarra.[20]
  - I Trofeo Chicote. Mejor Faena en la Feria de Soria, otorga empresa Vin Tauromaquia XXI.[21]
  - XXIV Estoque de Plata. Mejor estocada en la Feria de Soria, otorgado por la "Peña Taurina Soriana".[22]
  - XXXIII Oreja de Plata. Mejor faena incluida la suerte suprema en Soria, otorgada por la "Peña Taurina Soriana".[23]
  - XXIV Trofeo taurino Segundo Ayllón. Triunfador de la Feria en Soria, otorgado por el Ayuntamiento de Soria.[24]
  - Mejor quite de riesgo de la Feria de San Isidro 2014 en Las Ventas, Madrid, otorgado por la Comunidad de Madrid. Trofeo taurino de mayores.
  - Mejor faena en Riobamba, otorgado por la empresa Tauro Producciones.

- 2013
  - Premio al Mejor Torero de la Feria de San Isidro 2013, otorgado por Telemadrid.[25]
  - Mejor faena de las fiestas del santo "La Rueda Milagrosa" en Santo Domingo de la Calzada. "Club Taurino Calceatense".[26]
  - Sombrero de Radio MDM al Mejor matador de la temporada en el Sud Ouest de Francia. Radio MDM de Mont de Marsan.
  - "Jarra de plata" Triunfador Temporada 2013 del "Club Taurino de Londres".
  - Fábula taurina y mejor faena de la Feria de San Cristóbal del "Círculo Taurino Amigos de la Dinastía Bienvenida".
  - Mejor faena y mejor estocada Feria de Mérida. Comisión Taurina del Municipio Libertador.
  - Mejor faena en Riobamba. Consorcio Turístico Río Toro Espectáculos.
  - Mejor faena de la XX Temporada de Duitama. Empresa Diutaurina.
  - Oreja de Oro 2013 triunfador de la Temporada de Radio Nacional de España.[27]
  - Mejor Torero 2013 de la Feria de Talavera de la Reina. "Club Taurino Talaverano".
  - Mejor faena de la Feria de San Isidro. Taurodelta.[28]
  - Mejor estocada de la Feria de San Isidro. Taurodelta.[29]
  - Sombrero Cordobés a la "Labor más torera", Feria San Isidro. Casa de Córdoba.[30]
  - Trofeo a la hondura, Feria de San Isidro. Alamares de oro.[31]
  - Triunfador, Feria de San Fermín, Pamplona. El Diario de Navarra.[32]
  - Mejor estocada de la Feria de San Fermín, Pamplona. Club taurino.[33]
  - Mejor faena, Feria de Julio, Valencia. Diputación de Valencia.[34]
  - Mejor estocada, Feria de Julio, Valencia. Diputación de Valencia.[35]
  - César Girón triunfador, Arlés.Club Taurino Paul Ricard.[36]
  - XXXII Oreja de plata mejor faena, incluida suerte suprema, Feria de Soria. "Peña Taurina Soriana".[37]
  - Triunfador de la Feria de Tudela. Entidades Taurinas.[38]
  - Mejor estocada, Aste Nagusia, Bilbao. Federación Taurina de Vizcaya.[39]
  - Mejor lidia, Feria de Logroño. Club Taurino Logroñés.[40]
  - Mejor quite, Feria de Logroño. Peña taurina El Quite.[41]
  - VII Mejor faena, Feria de El Pilar de Zaragoza. "Rincón Taurino el Mentidero".[42]
  - XXXI Premio al valor, Feria de El Pilar de Zaragoza. Diputación Provincial Zaragoza.
  - Triunfador temporada 2013 Suroeste Francés. Asociación clubs taurinos Paul Ricard.[43]
  - Triunfador de la Feria de Ciudad. Real Ayuntamiento de Ciudad Real.[44]
  - Extraordinaria actuación Taurina, Feria de San Isidro. "Peña Taurina Las Majas de Goya".
  - Mejor estocada, Feria de San Isidro. Club Taurino Villa de Pinto.[45]
  - Triunfador (con Enrique Ponce ex aequo) Feria de Bilbao. Rey Krasca y del Príncipe Oky de Krasca y Yacarta.
  - Faena más artística, Feria de San Isidro. Asociación Andaluza Taurina y Flamenca de Las Ventas.
  - Faena más artística, Feria de San Isidro. Restaurante Man de Alpedrete.[46]
  - Mejor Faena feria de Maracaibo. Alcaldía y Comisión Taurina Municipal.[47]
  - Torero del año en Francia. Claude Popelin.[48]

- 2012
  - Mejor Faena de la Feria de Ambato (Ecuador).[49]
  - Detalle para el recuerdo feria de San Isidro de la "Peña Taurina El Barranco" de Arganda.
  - Mejor Faena Feria de Salamanca del Ayuntamiento de Salamanca.[50]
  - Mejor Faena Feria de Salamanca de la "Peña Taurina Salmantina".[51]
  - Triunfador feria de Salamanca de la Peña Taurina Santiago Martín "El Viti".[52]
  - Trofeo "Don Lance" Feria de San Isidro. La Gaceta.
  - Premio "Antonio Bienvenida" Feria de San Isidro. Dinastía Bienvenida.
  - Triunfador de la temporada en el suroeste francés. Suroeste francés, críticos e informadores franceses.[53]
  - Mejor faena en la temporada en la Feria de Dax. "Peña Taurina de Dax".[54]
  - Oreja de Oro 2012 Triunfador de la temporada. Radio Nacional de España.[55]
  - "Jarra de Plata" Triunfador Temporada 2012 del Club Taurino de Londres.
  - Triunfador de la Feria de otoño 2012 en Madrid. "Peña Taurina El Volapié" de Villaviciosa de Odón.
  - Mejor Faena Feria de Alfaro. Club Taurino de Alfaro.[56]
  - "Galardão 2012" como triunfador de la temporada en Lisboa. Real Club Tauromáco Portugués.
  - Mejor faena y triunfador de la Feria de Guadalajara. Toro Mundial.
  - Mejor Estocada Feria de Colmenar Viejo de la "Asociación Tierra de Toros".
  - "Grand-Slam 2012" como Triunfador de la temporada 2012. Asociación Taurina Romancos al Campo.[57]
  - "Los Sombreros de Radio MDM" como triunfador de la temporada en Francia. Radio MDM de Mont-de-Marsan.[58]
  - Mejor Faena de la XX Temporada Taurina de Duitama. Empresa del coso Duitaurina.[59]
  - VII Edición de la “Fábula Taurina" de San Cristóbal (Venezuela).Capítulo Tachirense y el Círculo Bienvenida.
  - Trofeo "César Girón" de Arlés. Club Taurino Paul Ricard.[60]
  - Mejor Torero de Madrid Feria de San Isidro. Telemadrid.[61]

- 2011
  - VII premio al Torero Revelación de San Isidro 2011, otorgado por Onda Cero Radio.[62]
  - XII Premio "Fábula Taurina" al triunfador de San Isidro 2011 por el "Círculo Taurino Amigos de la Dinastía Bienvenida".[63]
  - Premio "Página de la Historia" por su actuación en San Isidro 2011 otorgado por la discoteca Gabana.
  - Sombrero Cordobés a la Mejor Estocada de la Feria de San Isidro 2011 por la "Casa de Córdoba" en Madrid.[64]
  - Premio Especial al conjunto de sus actuaciones en San Isidro 2011, por la "Unión de Abonados y Aficionados Taurinos de Madrid".[65]
  - Mención Especial del jurado de los XVII Premios Taurinos del Casino de Madrid, por su actuación en conjunto en la Feria de San Isidro.[66]
  - Premio al triunfador de la Feria de la Ascensión 2011 de Alés, por el Club Taurino Paul Ricard.
  - Premio a la Mejor Estocada de la Feria de Pamplona 2011, por el Club Taurino de Pamplona.[67]
  - Premio al Torero Revelación de la Temporada 2011, por la Federación de Peñas Asturianas.[68]
  - Premio Albahaca y San Lorenzo de Plata a la mejor faena de la Feria de Huesca 2011.[69]
  - Premio a la mejor faena de la feria de Iscar 2011, por la Asociación Taurina y Cultural de Íscar.[70]
  - Premio al Torero Revelación de la Temporada 2011, por el Hotel Ercilla (Bilbao).[71]
  - XVIII Trofeo Nacional Cossío como Matador Revelación de la temporada 2011, por la Junta Directiva de la Real Federación Taurina de España.[72]
  - Premio a la mejor estocada de la Feria de Guadalajara 2011, por la "Peña Taurina Alcarreña".
  - Premio "Pase de las Flores" al matador de toros revelación de la temporada 2011, por la "Peña Taurina Victoriano de la Serna" de Sepúlveda (Segovia).[73]
  - Premio al Matador de Toros dentro de los premios "Enrique Ponce", por el Club Allard de Madrid.[74]
  - Premio al Mejor Matador de Toros 2011 de los VII Premios Nacionales "Villa Arrocera", por la "Asociación Taurina El Quite de Calasparra".[75]
  - Premio 'Romana de Villanueva' por su actuación en San Isidro 2011, por El Club Taurino de Villanueva de la Serena.
  - XXI trofeo Santiago Apóstol 2011 al triunfador de la Feria de Collado Villalba 2011, por la peña taurina "Gallete".[76]

- 2010
  - Mención Especial de la Peña Taurina Alcarreña, por su actuación en la Feria 2010 de Guadalajara.
  - Mejor faena 2010 y triunfador de la feria 2010 de la Feria de Bargas (Toledo).
  - Premio al Valor 2010 (VI Premios Nacionales “Villa Arrocera”) de la "Asociación Taurina El Quite (Calasparra)".[77]
  - Premió a la temporada por la Peña Flamenca “La Buleria” de Torrejón de Ardoz (Madrid).

- 2009
  - Pocha de Oro como triunfador de la Feria de Sangüesa (Navarra).[78]
  - Premio a la mejor estocada de la Feria de Roa de Duero (Burgos).

- 2008
  - Pocha de Oro como triunfador de la Feria de Sangüesa (Navarra).[79]

- 2007
  - Premio al mejor quite de la Feria Aste Nagusia de Bilbao.[80]